# 喇叭瓶蕨
喇叭瓶蕨（学名：Vandenboschia assimilis）为膜蕨科瓶蕨属下的一个种。其种加词“assimilis”意为“相似的”。
现接受名为墨兰瓶蕨（Vandenboschia cystoseiroides (Christ ex Tardieu & C.Chr.) Ching, 1959）。